# Il caso Pisciotta
Il caso Pisciotta è un film del 1972 diretto da Eriprando Visconti.

## Trama
Il film racconta in chiave romanzata, mescolando fatti reali ad elementi di fantasia, le indagini sull'avvelenamento di Gaspare Pisciotta, luogotenente del bandito Salvatore Giuliano, avvenuto nel carcere dell'Ucciardone di Palermo nel 1954. L'inchiesta è affidata al sostituto procuratore Francesco Scauri (Tony Musante), che si deve scontrare con l'omertà che vige all'interno del carcere e con precise responsabilità politiche che tentano di deviare le indagini. Solo grazie alla coraggiosa testimonianza di uno dei detenuti, Amerigo Lo Jacono (Michele Placido), riuscirà ad incriminare quale colpevole il boss mafioso che domina la prigione, don Vincenzo Coluzzi (Saro Urzì). Però, il magistrato rimane vittima di lupara bianca avvenuta a casa della sua amante farmacista.